# 雷霆掃毒
《雷霆掃毒》（英語：Highs and Lows）是香港電視廣播有限公司拍攝製作的時裝警匪劇集，全劇共30集，監製林志華，由苗僑偉、林峯、徐子珊、吳綺莉及官恩娜領銜主演，並由黃智賢、歐陽靖及郭政鴻聯合演出。此劇是官恩娜及吳綺莉在無綫電視的告別作。

## 演員表

### 香港警務處

#### 管理层
| 演員 | 角色   | 暱稱/關係                     |
| 洋   | 高立為 | 高Sir 警務處助理處長 參見高家 |

### 毒品调查科（NB）
| 演員   | 角色   | 暱稱/關係             |
| 鄧梓峰 | 康瑞麒 | 大Sir、康Sir 高级警司 |

#### 行動組
| 演員   | 角色   | 暱稱/關係 |
| 李鴻   | 方Sir  | 總督察（第1-3集）後退休 康瑞琪之下屬 |
| 黃智賢 | 潘學禮 | Brian、潘Sir 總督察（第3-25集） 參見哥倫比亞毒梟案 參見有組織罪案及三合會調查科（O記）                                                                                        |
| 吳綺莉 | 詠彤   | Helen、Madam Yu 臨時總督察（第26-30集） 參見財富調查組 |
| 苗僑偉 | 向 榮  | Gordon、阿頭、向 Sir、馬拉榮 高級督察（SIP65432），後被跛坤要脅成為黑警 廖金妹之子 詠彤前夫 向洋之父 跟韋世樂先友後敵 於第1-3集當卧底 於第30集被韋世樂誤殺 參見哥倫比亞毒梟案 |
| 郭政鴻 | 何 葵  | 阿鬼 警員（PC：65433），後被跛坤要脅成為黑警 前重案組警員 朱麗霞之夫 何宛宜、何家豪之父 向榮、鄭志成、年有富之好友 跟向榮反目，後和好 于第25集自殺身亡                        |
| 羅樂林 | 鄭志成 | 準哥 警員（PC：56439），後被跛坤要脅成為黑警 丁笑微之夫 向榮、何葵、年有富之好友 于第30集自首和入獄                                                                           |
| 林子善 | 年有富 | 數據富 警員（PC：23134），後被跛坤要脅成為黑警 李海瑩之男友（第24-30集） 向榮、何葵、鄭志成之好友 于第30集自首和入獄                                                          |
| 許家傑 | 楊靖文 | 阿文 警員 向榮之下屬 霍霜華之男友 於第29集被手榴彈炸死 |
| 張嘉兒 | 霍霜華 | 華女 警員 向榮之下屬 楊靖文之女友 |
| 官恩娜 | 高希璇 | Sandy 警員 于第30集接替向榮成為高級督察 參見情報組 |
| 羅仲謙 | 俞學禮 | 警員 高希璇之下屬 客串第30集 參見《飛虎》電視劇 |
| 王浩信 | 邱俊軒 | 警員 高希璇之下屬 客串第30集 參見《飛虎》電視劇 |
| 梁烈唯 | 莊卓源 | 警員 高希璇之下屬 客串第30集 參見《飛虎》電視劇 |
| 袁偉豪 | 謝家星 | 警員 高希璇之下屬 客串第30集 參見《飛虎》電視劇 |
| 劉天龍 | 組員   | （第6-7, 10-11,16, 20-23, 26-30集） |
| 曾海昌 | 組員   | （第6-7, 10-11,16, 20-23, 26-30集） |
| 謝光耀 | 組員   | （第6-7, 10-11,13,16, 20-23, 26-28, 30集） |
| 趙希洛 | 組員   | （第10-11,13,20-23, 26-30集） |
| 侯建民 | 組員   | （第6集） |
| 葉 暐  | 組員   | （第7集） |

#### 情報組
| 演員   | 角色   | 暱稱/關係 |
| 林 峯  | 韋世樂 | Happy Sir、韋 Sir 高级督察 跟向榮先友後敵 跟陳家碧互相愛慕，後為其男友 高希璇之暗戀對象 |
| 官恩娜 | 高希璇 | Sandy 警員 高立為、林彩蘭之女 詠彤之表妹 韋世樂之下屬 暗戀韋世樂 潘學禮之追求對象 陈家碧之情敌，后为好友 成为黑幫販毒案臥底（第19-20集） 為救韋世樂而中槍昏迷，後第29集甦醒 于第30集接替向榮成為高级督察 |
| 林敬剛 | 凌雙喜 | Double 警員 韋世樂之下屬 |
| 曾守明 | 王小強 | 警員 韋世樂之下屬 |
| 何君誠 | 張玉樹 | 警員 韋世樂之下屬 |
| 楊證樺 | 鍾得寶 | 警員 韋世樂之下屬 |
| 張達倫 | 蘇漢良 | 警員 韋世樂之下屬 |
| 菁 瑋  | 周靜妍 | Natalie 警員 韋世樂之下屬 |

#### 財富調查組
| 演員   | 角色   | 暱稱/關係 |
| 吳綺莉 | 詠彤   | Helen、Madam Yu 總督察 潘學禮辭職後，為臨時行動組總督察 向榮之前妻 向洋之母 高立為、林彩蘭之姨甥女 高希璇之表姐 方卓倫之女友，後反目，並於第16集槍殺方卓倫 |
| 黃子恒 | 李紀正 | 警員 詠彤之下屬 |
| 林秀怡 | 何心雪 | 警員 詠彤之下屬 |
| 何俊軒 | 陳永廉 | 警員 詠彤之下屬 |
| 姚浩政 | 張子恆 | 警員 詠彤之下屬 |

### 有組織罪案及三合會調查科（O記）
| 演員   | 角色   | 暱稱／關係                                                     |
| 黃智賢 | 潘學禮 | Brian、潘Sir 高級督察（第1-3集） 參見哥倫比亞毒梟案 參見行動組 |
| 王維德 |        | 警員 潘學禮之前下屬（第1-3, 25集）                             |
| 馬貫東 |        | 警員 潘學禮之前下屬（第1-3, 25集）                             |
| 白健恩 |        | 警員 潘學禮之前下屬（第1-3, 25集）                             |

### 向家
| 演員   | 角色   | 暱稱/關係 |
| 梁舜燕 | 廖金妹 | 向榮之母 向洋之祖母 詠彤前家婆 |
| 苗僑偉 | 向 榮  | Gordon、阿頭、向 Sir、馬拉榮 NB行動組高級督察 廖金妹之子 向洋之父 詠彤前夫 高希璇之前表姐夫 跟韋世樂先友後敵 何葵、鄭志成、年有富之好友 向于詠彤求婚後臨時悔婚（第26集） 參見行動組             |
| 吳綺莉 | 詠彤   | Helen、Madam Yu NB財富調查組總督察 廖金妹之前媳妇 向榮之前妻 向洋之母 高立为、林彩兰之姨甥女 高希璇之表姐 方卓倫之女友 於第16集槍殺方卓倫 接受向榮的求婚後，於第26集臨時被悔婚 參見財富調查組 |
| 譚威洋 | 向 洋  | 洋洋 幼兒園學生 廖金妹之孫 向榮、于詠彤之獨子 高立为、林彩兰之姨甥孙 高希璇之表姨甥 何家豪之好友                                                                                                |

### 韋家
| 演員   | 角色   | 暱稱/關係 |
| 林 峯  | 韋世樂 | Happy Sir、韋Sir 情報組高级督察（簡稱SIP） 韦一鸣之养父 跟向榮先友後敵 跟陳家碧互相愛慕 高希璇之暗戀對象 一直調查誰是黑警 |
| 鄭耀軒 | 韋一鳴 | 韦世乐之养子 潘學禮、陳家碧之子 潘兆昌、鄧細女之孫 陈坚、姚宝珠之外孙 陈家俊之外甥                                        |

### 陳家
- 于第30集灭门

| 演員   | 角色   | 暱稱/關係 |
| 高俊文 | 陳 堅  | 吸毒者及毒販 姚寶珠之夫 陳家碧、陳家俊之父 韦一鸣之外公 于第3集被捕 於第4集被判入獄2年 曾在狱中救过邬浩威一命 於第27集被潘學禮派人在獄中洗澡时用头撞墙方式殺害 |
| 吳香倫 | 姚寶珠 | 陳堅之妻 陳家碧、陳家俊之母 韦一鸣之外婆 已去世 |
| 徐子珊 | 陳家碧 | Pat 酒吧拳手、賭場荷官 花店老闆娘（第18-20集） 吸毒者（第21集起），後為毒販 陈坚、姚寶珠之長女 陳家俊之姊 韋世樂之線人，後為其女友 韦一鸣之母 吳德添之好友兼暗戀對象 高希璇之情敌，后为好友 姜志雄之女友，因臥底身份暴露而結束關係（第20集） 被趙三裘打毒針及輪姦 於第30集被潘學禮開槍射傷後，昏迷八個月誕下与潘学礼的兒子韦一鸣後去世，韋一鳴則由韋世樂撫養 童年由丘芷蓉飾演 |
| 麥子樂 | 陳家俊 | 智障人士 陳堅、姚寶珠之幼子 陳家碧之弟 韦一鸣之舅父 於第18集被趙三裘綁架作人質 於第20集被趙三裘殺死 |

### 高家
| 演員   | 角色   | 暱稱/關係                                                                                           |
| 洋     | 高立為 | 高Sir 警務處助理處長（簡稱ACP，由第8集起） 林彩蘭之夫 高希璇之父 于詠彤之姨丈 向洋之姨公 康瑞麒之上司 |
| 程可為 | 林彩蘭 | 高立為之妻 高希璇之母 詠彤之姨 向洋之姨婆                                                           |
| 官恩娜 | 高希璇 | Sandy NB情報組警員 高立為、林彩蘭之女 詠彤之表妹 向荣之表姨仔兼下属 向洋之表姨 參見情報組           |

### 潘家
| 演員   | 角色   | 暱稱/關係 |
| 余子明 | 潘兆昌 | 流動雪糕小販（第13集起） 鄧細女之夫 潘學禮之父 於第27集因潘學禮不想家人受連累，而被安排送到大陸                                                                               |
| 李麗麗 | 鄧細女 | 流動雪糕小販（第13集起） 潘兆昌之妻 潘學禮之母 於第27集因潘學禮不想家人受連累，而被安排送到大陸                                                                               |
| 黃智賢 | 潘學禮 | Brian、潘Sir NB行動組總督察（簡稱CIP） O記高級督察（簡稱SIP） 潘兆昌、鄧細女之子 李海瑩之男友，於第15集分手 參見行動組 參見哥倫比亞毒梟案 參見有組織罪案及三合會調查科（O記） |

### 何家
| 演員   | 角色   | 暱稱/關係 |
| 郭政鴻 | 何 葵  | NB行動組警員 調任軍裝 朱麗霞之夫 何宛宜、何家豪之父 向榮、鄭志成、年有富之好友 於第22集跟向榮反目，於第24集和好 於第25集自殺身亡 參見行動組 |
| 姚瑩瑩 | 朱麗霞 | 何葵之妻 何宛宜、何家豪之母 |
| 冼愷晴 | 何宛宜 | 何葵、朱麗霞之長女 何家豪之姊 |
| 陳子樂 | 何家豪 | 豪仔 何葵、朱麗霞之幼子 何宛宜之弟 向洋之好友                                                                                               |

### 鄭家
| 演員   | 角色   | 暱稱/關係                                                        |
| 羅樂林 | 鄭志成 | 準哥 NB行動組警員 丁笑微之夫 向榮、何葵、年有富之好友 參見行動組 |
| 呂 珊  | 丁笑微 | 鄭志成之妻 患有嚴重腎病，後痊愈                                  |

### 與案件有關人物

#### 破冰行動（第1－4集）
| 演員   | 角色         | 暱稱/關係 |
| 徐忠信 | 李炳隆       | 隆哥 黑社會成員、毒販、通緝犯 向榮之天敵 曾經槍殺兩名警員 於第3集被捕，第4集被判入獄 |
| 湯俊明 | 陳 滿        | 毒販兼頭目 於第3集被捕 於第4集因製毒和販毒而被判入獄30年 |
| 苗侨伟 | 向 榮        | Gordon 製毒師，實為卧底 參見行動組 |
| 曾健明 | 徐永茂       | 证劵公司客人 |
| 蔡康年 | 辯方律師     | |
| 郭田葰 | 檢控官       | |
| 鄺佐輝 | 法 官        | |
| 劉秉賓 | -            | 毒販手下 |
| 吳雲甫 | 李炳隆手下   | ( 第1-3集 ) |
| 羅浩銘 | （第1-11集） | 石哥手下（第24集） |
| 黃俊伸 | 李炳隆之手下 | 於第3集被警察槍傷 |
| 張國洪 | 李炳隆之手下 | 於第3集被警察槍傷 |
| 徐子珊 | 陳家碧       | Pat、Pat 姐、毒 吸毒者，後為毒販 陳堅、姚寶珠之長女 陳家俊之姊 吳德添之好友兼暗戀對象 鄔浩威之報恩對象兼手下 九紋龍之手下 假意成為潘學禮身邊的女人 於第30集被潘學禮槍傷後，昏迷八個月誕下與他所生的兒子後去世 童年由丘芷蓉飾演 參陳家 |
| 歐陽靖 | 吳德添       | 沙膽添 毒販、九紋龍之手下（第24-29集） 陳家碧之好友，暗戀她 於第24集將鄔浩威從天台拋下致死 於第27集失去一眼 於第29集欲暗殺潘學禮，但反被他發現然後遭其高處推下致死                                                                    |
| 王致迪 | 胡沛生       | （第5, 25集） |
| 林穎彤 | 謝珍妮       | Jenny 酒吧拳手 陳家碧、吳德添之好友 於第2集吸毒後墮橋身亡 |
| 高俊文 | 陳 堅        | 吸毒者及毒販 姚寶珠之夫 陳家碧、陳家俊之父 韦一鸣之外公 于第3集被捕 於第4集被判入獄2年 曾在狱中救过邬浩威一命 於第27集被潘學禮派人在獄中洗澡时用头撞墙方式殺害                                                                        |
| 張韋怡 | Apple        | 酒吧小姐 |
| 陳婉婷 |              | 酒吧小姐 |
| 甄敏婷 |              | 酒吧小姐 |
| 蔡慧欣 |              | 酒吧小姐 |
|        | 吹水輝       | （第1集） |
| 吳曠利 | 富二代       | （第2集） |

#### 趙三裘交易案（第4－6集）
| 演員   | 角色        | 暱稱/關係 |
| 李家鼎 | 趙三裘      | 裘哥 毒販、酒樓老闆 南丫島黑幫毒品首領 姜志雄之天敵 認識林國棟 于第6集被捕 參見黑幫販毒案 |
| 陳狄克 | 劉 福       | 趙三裘結拜兄弟 于第4集被警方安排接近趙三裘套取毒品交易情報，于第5集受傷而退出 于第20集被趙三裘殺死 |
| 裘卓能 | 秋端松      | 抽水松 趙三裘手下 于第6集被捕 于第7集轉為控方證人 |
| 李興華 | 壽          | 趙三裘手下 于第4集因私自偷取毒品出售被趙三裘發現，自斬手掌 于第18集跟隨趙三裘逃獄 參見黑幫販毒案 |
| 黃耀煌 | 剛          | 趙三裘手下 于第6集被警方槍傷 參見黑幫販毒案 |
| 李 健  | 黎水根      | 艇王（第5集） 趙三裘聘請為走私艇手 |
| 楊家輝 | 根手下      | 艇手（第5-6集） |
| 張國雄 | 艇 手       | （第6集） |
| 黃海宴 | 福 嫂       | 劉福之妻（第3、5集） |
| 陳榮峻 | 林國棟      | 前黑幫中人（第4-6集） 韋世樂之好友 |
| 陳妹妹 | 林國棟母親  | (第4、6集） |
| 古明華 | 撻 Q/ 肥 獅 | 黑幫頭目（第4-5集） （第8集） |
| 趙敏通 | 阿 懵       | 黑幫成員（第4-5集） |
| 唐嘉麟 | 爛 賭       | 黑幫成員（第4-5集） |
| 李榮耀 | 林國棟兒子  | （第5集） |
| 溫玉瑜 | 豹 哥       | 黑社會大佬（第5集） |
| 邵玉嬋 | 燒衣阿婆    | （第5集） |
| 何振華 | 陳經理      | （第6集） |
| 曾玉娟 | 交通警情婦  | （第6集） |
| 徐子珊 | 陳家碧      | Pat、Pat 姐、毒 吸毒者，後為毒販 陳堅、姚寶珠之長女 陳家俊之姊 吳德添之好友兼暗戀對象 鄔浩威之報恩對象兼手下 九紋龍之手下 假意成為潘學禮身邊的女人 於第30集被潘學禮槍傷後，昏迷八個月誕下與他所生的兒子後去世 童年由丘芷蓉飾演 參陳家 |
| 歐陽靖 | 吳德添      | 沙膽添 毒販、九紋龍之手下（第24-29集） 陳家碧之好友，暗戀她 於第24集將鄔浩威從天台拋下致死 於第27集失去一眼 於第29集欲暗殺潘學禮，但反被他發現然後遭其高處推下致死                                                                    |
| 王致迪 | 胡沛生      | （第5, 25集） |

#### 過量毒品致死案（第7－9集）
| 演員           | 角色        | 暱稱/關係 |
| 楊瑞麟         | 陸一鳴      | 電機公司老闆 陸幼儀之親父 明麗雪之夫 徐遙之前男友 于10年前為趙志輝手下之毒品拆家 左臂有狼人頭紋身 徐遙死後曾回到案發現場 於第9集指證趙志輝，後轉為警方特赦證人 參見城中巨富交易案 |
| 潘芳芳         | 明麗雪      | 陸一鳴之妻 陸幼儀之繼母 於第9集意圖殺蔡金姑滅口 |
| 王少萍         | 徐 遙       | 吸毒者 陸一鳴之女友 陸幼儀之生母 10年前吸食過量混進玻璃粉的氯胺酮致死 享年28歲 |
| 曾芷澄（童年） | 陸幼儀      | 原名「徐幼儀」 13歲中學學生 陸一鳴、徐遙之親女 明麗雪之繼女 此案10年前的目擊證人 因徐遙懷孕時吸毒而患上先天性腎衰竭及腦動靜脈血管畸形                                             |
| 莊錠欣         | 陸幼儀      | 原名「徐幼儀」 13歲中學學生 陸一鳴、徐遙之親女 明麗雪之繼女 此案10年前的目擊證人 因徐遙懷孕時吸毒而患上先天性腎衰竭及腦動靜脈血管畸形                                             |
| 馮素波         | 蔡金姑      | 蔡婆婆 徐遙之鄰居 此案10年前徐遙死時曾目擊陸一鳴出現 於第9集被明麗雪意圖滅口 |
| 陳勉良         | 劉 海       | 徐遙及蔡金姑居住的大廈管理員 |
| 包曉華         | 校 長       | 向洋就讀學校的校長（第7-8, 14集） |
| 高爾珩         | 桃 姐       | 趙三裘舊傭人（第7集） 操潮州語 後搬入老人院 |
| 游潔冰         | 潮州婆婆    | 老人院院友（第7-9集） |
| 楊依依         | 潮州婆婆    | 老人院院友（第7-9集） |
| 劉日東         | 鍾 伯       | 老人院院友（第7集） |
| 周煥培         | 伯 伯       | 老人院院友（第7-9集） |
| 陳佳琳         | 伯 伯       | 老人院院友（第7-9集） |
| 彭凱筠         | 安老院院長  | （第7-8, 26集） |
| 何傲兒         | 李海瑩      | Esther、李姑娘 長者中心社工 潘學禮之女友，於第15集分手但是把自己当妓女看待 於第17集向潘學禮道歉，並要求重新開始 後為年有富之女友                                                  |
| 古明華         | 撻 Q/ 肥 獅 | 黑幫頭目（第4-5集） （第8集） |
| 鄭家俊         |             | 肥獅之手下（第8集） |
| 蕭徽勇         | 飛 機       | 黑幫成員 肥獅手下 於第8集因涉嫌藏有及販賣毒品而被捕 |
|                | 馮警司      | （第8集） |
|                | 馮太太      | （第8集） |
|                | 畫 家       | 于詠彤之友（第8集） |
| 關浩揚         | 阿 男       | 26歲，前度吸毒者 於第8集因吸食混進玻璃粉的氯胺酮而行動機能永久受損 |
| 徐玟晴         | 阿男之家屬  | （第8集） |
| 馬 然          | 醫 生       | （第9集） |
| 紀保羅         | 醫 生       | （第9集） |

#### 城中巨富交易案（第10－11集）
| 演員   | 角色                | 暱稱/關係 |
| 李成昌 | 趙志輝              | 地產商董事長、城中富豪、慈善家 大毒梟 趙寶振之兄 向榮之天敵 本打算出賣趙寶振卻失敗 於第10集逃脱 於第11集被中介人陷害而被警方拘捕 |
| 鄭恕峰 | 趙寶振              | 趙志輝之弟 |
| 魏惠文 | 阿 岡               | 趙志輝之得力助手 June之男友 於第10集被捕                                                                                         |
| 孫慧雪 | June                | 酒吧小姐 阿岡之女友 於第10集被陳家碧翻查個人物品而洩露趙志輝行蹤                                                                 |
| 溫家偉 | 毒販手下            | |
| 鄭健樂 | 毒販手下            | |
| 馮康寧 | 何浩華              | 趙志輝之代表律師（第10-11集） 陳家碧之代表律師（第23集） 參見哥倫比亞毒梟案                                                      |
| 林遠迎 | 傻 豹               | 於深水埗開設毒品飯堂（第10集）                                                                                                   |
| 李偉健 | 鄭志成之線人/ 頭 皮 | （第10集）/ （第22集） |
| 計祥龍 | 賓館掌櫃            | （第10集） |
| 區偉權 | 醫 生               | （第11集） |

#### 販毒中介人案（第11－25集）
| 演員   | 角色       | 暱稱/關係 |
| 蒋志光 | 跛 坤      | Agent、中介人 販毒中介人，毒販 於第11集要脅向榮、何葵、鄭志成及年有富成為黑警 一直幪面來見面 于第24集以士多老闆身份出現 于第25集被何葵槍殺並埋屍 |
| 柯嵐   | -          | Agent、中介人之手下 |
| 李善恆 | -          | Agent、中介人之手下 |
| 黃煒溏 | 毒 販      | 2年前身上現鈔被鄭志成私吞（第11集） |
| 呂 熙  | 飛 仔      | 街上調戲李海瑩（第21集） |
| 李 豪  | 飛 仔      | 街上調戲李海瑩（第21集） |
| 蕭凱欣 | 酒吧拳手   | （第21, 24, 26, 29集） |
|        | 莫桂林     | （第21, 24集） |
| 聶安達 | 牧 師      | （第21集） |
| 陳宛蔚 | 洗腎機店員 | （第21集） |
| 陳偉洪 | 向榮線人   | （第22集） |
| 游莨維 | 黑市拳證   | （第22集） |
| 莫偉文 | 丁老闆     | （第22集） |
| 邵卓堯 | 石 哥      | （第24集） |
| 羅浩銘 | 石 哥手下  | （第24集） |
|        | 遠足人士   | （第25集） |
| 李偉健 | -          | 頭皮（第22集） |
| 陳子樂 | 何家豪     | -（第23集） |
| 彭俐瑤 | 何婉兒     | -（第23集） |
| 王致迪 | 胡沛生     | （第5, 25集） |

#### 洗黑錢案（第11－16集）
| 演員   | 角色       | 暱稱/關係 |
| 黃子雄 | 方卓倫     | Ivan 詠彤之男友，後反目 向榮之天敵 為任文權洗黑錢 於第15集禁錮詠彤及向洋 於第16集欲殺害向榮，反被詠彤槍殺身亡 |
| 姚 兵  | 公安指揮官 | （第13集） |
| 張頴康 | 邢 天      | 給方卓倫為其洗黑錢 |
| 潘宗揚 | -          | 邢天手下 |
| 華忠男 | 任文權     | 毒販 |
| 鄭健樂 | 毒販手下   | （第11,15-16集） |
| 溫家偉 | 毒販手下   | （第11,15-16集） |
| 李漫芬 | -          | 南丫島花茶小館老闆娘（第12集） |
|        | 梁錦標     | 水貨銷售者［表面上］（第12集） 深圳販毒集團屬下兼香港的接頭人 |
| 陳劍輝 | Sunny Wong | 倫敦金投資公司顧問兼經理（第12集） |
| 徐子珊 | 陳家碧     | Pat、Pat 姐、毒 吸毒者，後為毒販 陳堅、姚寶珠之長女 陳家俊之姊 吳德添之好友兼暗戀對象 鄔浩威之報恩對象兼手下 九紋龍之手下 假意成為潘學禮身邊的女人 於第30集被潘學禮槍傷後，昏迷八個月誕下與他所生的兒子後去世 童年由丘芷蓉飾演 參陳家 |
| 歐陽靖 | 吳德添     | 沙膽添 毒販、九紋龍之手下（第24-29集） 陳家碧之好友，暗戀她 於第24集將鄔浩威從天台拋下致死 於第27集失去一眼 於第29集欲暗殺潘學禮，但反被他發現然後遭其高處推下致死                                                                    |
| 陳婉婷 | -          | 珠寶店店員 |

#### 歌手涉毒案（第16-19集）
| 演員   | 角色       | 暱稱/關係 |
| 樊亦敏 | 謝韻怡     | Wendy、哨牙芳 原名謝淑芳 「港高國際娛樂公司」歌手 吸毒者、毒贩 向榮之舊同學，暗戀他，曾為他戒毒及計劃退出樂壇 於第19集因販毒及洗黑錢而被捕 |
| 麥嘉倫 | Ringo      | 「港高國際娛樂公司」經理人 毒販 於第19集因販毒及洗黑錢而被捕                                                                               |
| 陳珈穎 | 謝韻怡助手 | |
| 何佩珉 | 謝韻怡助手 | |
| 鍾鈺精 | 謝韻怡秘書 | |
| 何雁詩 | 節目主持人 | （第16集） |
| 丁樂鍶 | 李慧婷     | 「港高國際娛樂公司」新歌手（第18集） |
| 王鎮泉 | Wilson Wu  | 毒品小拆家（第19集） 提供毒品給謝韻怡 |
| 海俊文 | band仔     | 謝韻怡樂壇舊拍檔（第19集） |
| 孫慧雪 | 節目主持人 | 訪問謝韻怡（第19集） |

#### 黑幫販毒案（第16-20集）
| 演員   | 角色       | 暱稱/關係 |
| 林 偉  | 姜志雄     | 圍村原居民 於第18集開花店給陳家碧打理 於第20集被捕 |
| 江富強 | 鄧亞炳     | 圍村原居民 於第20集被捕 |
| 謝卓言 | 姜志雄手下 | 于第20集被警方槍傷 |
| 王東泰 | 姜志雄手下 | 于第20集被警方槍傷 |
| 陳鴻碩 | 姜志雄手下 | 于第20集被警方槍傷 |
| 杜 港  | 姜志雄手下 | 圍村流氓（第18集） |
| 沈愛琳 | 花店店員   | 陳家碧之員工（第18-19集） |
| 李家鼎 | 趙三裘     | 裘哥 毒販、酒樓老闆 姜志雄之天敵 南丫島毒品交易及藏毒首領 于第6集被捕 于第18集在醫院被羈留期間趁機逃走，被警方通緝 替陳家碧打毒針使其染上毒癮及與手下輪姦 于第20集被捕 于第27集在獄中自殺 參見趙三裘交易案                            |
| 陳狄克 | 劉 福      | 趙三裘結拜兄弟 於第20集被趙三裘毆打死 參見趙三裘交易案 |
| 李興華 | 壽         | 趙三裘手下 于第4集因私自偷取毒品出售被趙三裘發現，自斬手掌 于第18集跟隨趙三裘逃獄 參見黑幫販毒案 |
| 羅天池 | 喇 叭      | 趙三裘手下 |
| 鄭詠謙 | 趙三裘手下 | 于第20集被警方槍傷 |
| 黎桐康 | 趙三裘手下 | 于第20集被警方槍傷 |
| 鄭子揚 | 趙三裘手下 | 于第20集被警方槍傷 |
| 李興華 | 趙三裘手下 | （第18集） |
| 楊潮凱 | 趙三裘手下 | |
|        | 豪 哥      | 黑幫人物（第18集） |
|        | 貓 哥      | 黑幫人物（第18集） |
|        | 姜志雄父親 | 元朗圍村原居民（第18集） |
|        | 姜志雄母親 | 元朗圍村原居民（第18集） |
|        | 滿 姑      | 洗碗工人 收留陳家碧（第20集） |
| 徐子珊 | 陳家碧     | Pat、Pat 姐、毒 吸毒者，後為毒販 陳堅、姚寶珠之長女 陳家俊之姊 吳德添之好友兼暗戀對象 鄔浩威之報恩對象兼手下 九紋龍之手下 假意成為潘學禮身邊的女人 於第30集被潘學禮槍傷後，昏迷八個月誕下與他所生的兒子後去世 童年由丘芷蓉飾演 參陳家 |
| 歐陽靖 | 吳德添     | 沙膽添 毒販、九紋龍之手下（第24-29集） 陳家碧之好友，暗戀她 於第24集將鄔浩威從天台拋下致死 於第27集失去一眼 於第29集欲暗殺潘學禮，但反被他發現然後遭其高處推下致死                                                                    |

#### 哥倫比亞毒梟案（第26-30集）
| 演員   | 角色         | 暱稱/關係 |
| 黃智賢 | 潘學禮       | 禮哥 對陳家碧見死不救 於第26-30集開始計劃向韋世樂和向榮報復并不擇手段 拿到Agent手上的向榮等人當黑警證據，後為新販毒中介人 使計用一張照片使趙三裘自殺 设計要脅向榮等人緝捕九紋龍，後為大毒販 于第27集派人在獄中殺死陳堅，后假意追求陳家碧和發生關係 于第28集私計使韋世樂停職 于第29集被吳德添企圖暗殺，但反抢先一步發現然後把他高處推下致死 於第30集槍傷陳家碧使其昏迷，私計使韋世樂和向榮自相殘殺，後在船上遇上身有炸彈的Johnny而被炸彈炸死 參見行動組 參見有組織罪案及三合會調查科（O記） |
| 布偉傑 | Johnny       | Johnny哥 哥倫比亞毒販 跟潘學禮合作販毒，后反目 於第30集被潘學禮炸傷後，為報復而在船上引爆其身上炸彈 |
| 高俊文 | 陳 堅        | 吸毒者及毒販 陳家碧、陳家俊之父 鄔浩威之好友，曾救其一命 於第27集被潘學禮派人在獄中殺害 參陳家 |
| 徐子珊 | 陳家碧       | Pat、Pat 姐、毒 吸毒者，後為毒販 陳堅、姚寶珠之長女 陳家俊之姊 吳德添之好友兼暗戀對象 鄔浩威之報恩對象兼手下 九紋龍之手下 假意成為潘學禮身邊的女人 於第30集被潘學禮槍傷後，昏迷八個月誕下與他所生的兒子後去世 童年由丘芷蓉飾演 參陳家 |
| 歐陽靖 | 吳德添       | 沙膽添 毒販、九紋龍之手下（第24-29集） 陳家碧之好友，暗戀她 於第24集將鄔浩威從天台拋下致死 於第27集失去一眼 於第29集欲暗殺潘學禮，但反被他發現然後遭其高處推下致死 |
| 許家傑 | 楊靖文       | 阿文 參行動組 |
| 王俊棠 | 九紋龍       | 龍哥 毒販（第24-27集） 陳家碧、吳德添之毒販頭目 與潘學禮、陳家碧勾結 向榮之天敵 於第27集被捕 |
| 黃栢文 | 鄔浩威       | 威哥 毒販 陳堅之好友，被其救过一命 九紋龍之手下 於第24集被吴德添從天台拋下致死 |
| 翟威廉 | 黑幫手下     | 鄔浩威手下，於第24集反目 陳家碧之手下 於第30集被捕 |
| 張振朗 | 黑幫手下     | 鄔浩威手下，於第24集反目 陳家碧之手下 於第30集被捕 |
| 杜大偉 | 九紋龍手下   | （第24集起） 於第30集被捕 |
| 容天佑 | 九紋龍手下   | （第24集起） 於第30集被捕 |
| 唐嘉麟 | 潘學禮手下   | （第27-30集） 於第30集被捕 |
|        | 陳 華        | 陳伯 安老院院友 成為宋嬌之丈夫（第26集） |
|        | 宋 嬌        | 宋婆婆 安老院院友 成為陳華之妻子（第26集） |
|        | 證婚人       | （第26集） |
|        | 神 父        | （第26集） |
| 方紹聰 | 古惑仔 Simon | （第26集） （第29集） |
| 張俊平 | 黑市醫生     | （第27集） |
| 陳振華 | 毒 販        | Johnny手下（第27-29集） |
| 陳彼得 | 毒 販        | Johnny手下（第27-29集） |
| 程敏華 | 毒 販        | Johnny手下（第27-29集） |
| 劉素芳 | 婦科醫生     | （第28集） |
| 吳幸美 | 外科醫生     | （第29-30集） |
| 林景程 | 醫 生        | （第29集） |

### 其他演員
| 演員   | 角色                   | 暱稱/關係 |
| 何傲兒 | 李海瑩                 | Esther、李姑娘 長者中心社工 潘學禮之女友，於第15集分手但是把自己当妓女看待 於第17集向潘學禮道歉，並要求重新開始 後為年有富之女友 |
| 黃子雄 | 方卓倫                 | Ivan 詠彤之男友，後反目 向榮之天敵 為任文權洗黑錢 於第15集禁錮詠彤及向洋 於第16集欲殺害向榮，反被詠彤槍殺身亡                    |
| 張韋怡 | Apple                  | 酒吧小姐 |
| 陳婉婷 |                        | 酒吧小姐 |
| 甄敏婷 |                        | 酒吧小姐 |
| 蔡慧欣 |                        | 酒吧小姐 |
|        | 警務處人事部招募組成員 | （第14集） |

## 收視
以下為本劇於香港無綫電視翡翠台、高清翡翠台之收視紀錄：
| 週次 | 集數   | 日期                     | 平均收視 | 最高收視 | 百分比 |
| 1    | 01－05 | 2012年9月24日－9月28日   | 29點     | 35點     |        |
| 2    | 06－10 | 2012年10月1日－10月5日   | 29點     | 32點     |        |
| 3    | 11－15 | 2012年10月8日－10月12日  | 31點     | 35點     |        |
| 4    | 16－19 | 2012年10月15日－10月18日 | 30點     | 33點     |        |
| 5    | 20－23 | 2012年10月23日－10月26日 | 29點     | 31點     |        |
| 6    | 24－28 | 2012年10月29日－11月2日  | 30點     | 38點     |        |
| 6    | 29－30 | 2012年11月4日            | 35點     | 38點     |        |
| 全劇 | 全劇   | 全劇                     | 30點     | 38點     |        |

## 獎項

### 星和無綫電視大獎2013
| 獎項                    | 獲奬單位             |
| ----------------------- | -------------------- |
| 「我最愛TVB電視男角色」 | 韋世樂（林峯飾演）   |
| 「我最愛TVB電視女角色」 | 陳家碧（徐子珊飾演） |

### MY AOD我的最愛頒獎典禮2012
| 獎項                   | 獲奬單位             |
| ---------------------- | -------------------- |
| 我的最愛十五大電視角色 | 韋世樂（林峯飾演）   |
| 我的最愛十五大電視角色 | 陳家碧（徐子珊飾演） |

### 萬千星輝頒獎典禮2012
| 獎項                 | 得獎者   | 結果             |
| -------------------- | -------- | ---------------- |
| 最佳劇集             | 雷霆掃毒 | 提名             |
| 最佳男主角           | 林 峯    | 提名（最後五強） |
| 最佳女主角           | 徐子珊   | 提名（最後五強） |
| 我最喜愛的電視男角色 | 苗僑偉   | 提名             |
| 我最喜愛的電視男角色 | 林 峯    | 提名             |
| 我最喜愛的電視女角色 | 徐子珊   | 獲獎             |
| 傑出演員大獎         | 李成昌   | 獲獎             |

## 記事
- 本劇巡禮片陣容：苗僑偉、郭晉安、鄭嘉穎、徐子珊、滕麗名、林子善、袁偉豪等。
- 2011年12月23日：無綫電視與監製方面確定開拍本劇。[1]
- 2012年1月10日：此劇演員於將軍澳電視廣播城進行內部試造型。
- 2012年1月18日：此劇於12:30在將軍澳電視廣播城一廠灰位舉行造型記者會。[2]
- 2012年2月1日：此劇正式開拍。
- 2012年2月2日：林峯、官恩娜及徐子珊於上環拍攝外景。[3]
- 2012年2月4日：苗僑偉、林子善、羅樂林、李家鼎於西貢碼頭拍攝外景。[4]
- 2012年2月29日：苗僑偉、林峯、官恩娜、黃智賢於茶果嶺拍攝一場警匪追逐戲份。[5]
- 2012年4月25日：此劇於15:00在將軍澳電視廣播城舉行開鏡拜神儀式。[6]
- 2012年9月18日：此劇於15:30在香港西灣河聖十字徑二號協青社賽馬會大樓舉行「雷霆大激鬥」宣傳活動。[7]
- 2012年9月23日：此劇於14:30在將軍澳東港城一樓展覽場舉行「型警列陣　哄動全城」宣傳活動。[8]

## 軼事
- 此劇是苗僑偉、林峯、邓梓峰、李鸿杰繼《歲月風雲》後再度合作。
- 此劇是张嘉儿、林峯、黄智贤、李鸿杰繼《摘星之旅》後再度合作。
- 此劇是林峯、徐子珊繼《少年四大名捕》再度合作，恰巧此劇監製也是林志華。
- 此劇是苗僑偉、郭政鴻和林子善繼《老公萬歲》後再度合作。
- 此劇是林峯、林子善和羅樂林繼《談情說案》後再度合作。
- 此劇是徐子珊、黃智賢、郭政鴻、歐陽靖和李家鼎繼《潛行狙擊》後再度合作。
- 此劇是徐子珊、黃智賢繼《仁心解码》後再度合作。
- 此劇是官恩娜及吳綺莉在無綫電視的告別作。
- 此劇是林峯饰演姓韦的《雷霆掃毒》并演歌片尾曲"幼稚完"，林峯再次饰演姓韦的《黑金風暴》并演歌的主題曲"幼稚未完"。

## 原創歌曲派台成績
| 派台歌曲成績 | 派台歌曲成績 | 派台歌曲成績 | 派台歌曲成績 | 派台歌曲成績 | 派台歌曲成績 | 派台歌曲成績 |
| 主唱         | 歌曲         | 上榜年       | 叱咤903      | RTHK         | 新城997      | TVB勁歌金榜  |
| ------------ | ------------ | ------------ | ------------ | ------------ | ------------ | ------------ |
| 林峯         | 幼稚完       | 2012年       | -            | -            | -            | 3            |

## 相關節目
- 戰毒